# Rennnattern
Die Rennnattern (Drymobius) sind eine Gattung der Nattern. Die vier Arten leben vorwiegend in Mexiko und Zentralamerika. Teilweise sind diese Nattern auch in Texas oder im südamerikanischen Raum, wie beispielsweise in Brasilien zu finden.
Rennnattern erreichen ausgewachsen eine Länge von 70 bis 100 cm. Ihre Farben und Muster unterscheiden sich in ihrer Art. Die Schlangen sind tagaktiv und leben in stark bewaldeten Gebieten meist nahe am Wasser. Ihre Ernährung besteht größtenteils aus Fröschen und Kröten. Rennnattern paaren sich im Frühling und legen im Frühsommer sechs bis acht Eier in ihr Gelege. Die Jungen schlüpfen ungefähr nach 2 Monaten aus den Eiern und sind 15 bis 20 cm lang.

## Arten und Unterarten
- Drymobius chloroticus (Cope, 1886)
- Perlnatter (Drymobius margaritiferus (Schlegel, 1837))
  - Drymobius margaritiferus margaritiferus (Schlegel, 1837)
  - Drymobius margaritiferus fistulosus (Smith, 1942)
  - Drymobius margaritiferus occidentalis (Bocourt, 1890)
- Drymobius melanotropis (Cope, 1875)
- Rautennatter (Drymobius rhombifer (Günther, 1860))